# Hans Schlaffer
Hans Schlaffer (-† Schwaz, Tirol, 4 de febrero de 1528) fue un anabaptista austriaco.
Sacerdote desde 1511, abandonó sus funciones en 1526 por la influencia de Lutero. Se refugió en Weinberg (Alta Austria), en el castillo del Barón de Zelkin, un noble protestante. Allí se sintió atraído por las predicaciones de los anabaptistas de la cercana ciudad de Freistadt, seguidores de Hans Hut. Se fue en 1527 a Nikolsburg (hoy Mikulov, República Checa), donde en el debate entre "sostenedores de la espada" (Schwertler) y "sostenedores del báculo" (Stäbler) se puso al lado de estos últimos, lo que significaba adoptar una posición de rechazo a usar las armas para defender la fe y de negativa a alistarse en el ejército, aunque fuera para repeler una eventual invasión de los turcos. Schlaffer escribió que el acceso a la gracia, como Luz de Dios en el corazón de cada ser humano, incluye expresamente a los judíos, turcos o musulmanes y paganos (Müller, 96).
Como Freistadt no era un lugar seguro, se marchó a Baviera y en Augsburgo se reunió con Jacob Wideman. En septiembre de 1527 conoció a Hans Denck en Núremberg. Finalmente se trasladó a Ratisbona, donde se reunió con Oswaldo Glaidt y Wolfgang Brandhube. Después enviado al Tirol, al valle del Eno. 
Asistió a una asamblea anabaptista en la población minera de Schwaz, pero el 5 de diciembre de 1527 fue arrestado allí junto con Linhard Frick y encarcelado en el Castillo de Freundsberg, donde escribió ocho de los nueve textos suyos que se conservan aún. Uno de ellos es una extensa (18 cuartillas) y bella oración, compuesta la noche anterior a su ejecución, una profunda y vívida pieza de la literatura devocional. También compuso dos himnos.
Al ser sometido a juicio, presentó un escrito (Responsabilidad), el cual fue enviado al gobierno provincial en Innsbruck. Este dio instrucciones al juez Capeller para hacerse cargo del caso. Las declaraciones de los presos fueron enviadas a las autoridades de Baviera, que también querían procesar a los dos hombres. El juez debía enviar un informe secreto sobre la actitud de los 12 jurados, pues se sospechaba que algunos de ellos no aprobarían la pena capital.
Finalmente fueron sentenciados a muerte y decapitados el 4 de febrero de 1528. Schlaffer había escrito que la Cena del Señor manifiesta el compromiso de estar listo para dar su cuerpo por los hermanos, como Cristo se dio por nosotros... listo para derramar su sangre por Cristo y su iglesia, hasta el punto en que la fe y la prueba de amor lo requieran. Cualquiera que da su cuerpo y derrama su sangre como se ha indicado, no da su propia vida ni derrama su propia sangre, sino el cuerpo y la sangre de Cristo, pues somos miembros de su cuerpo, en verdad...